# 西部失地

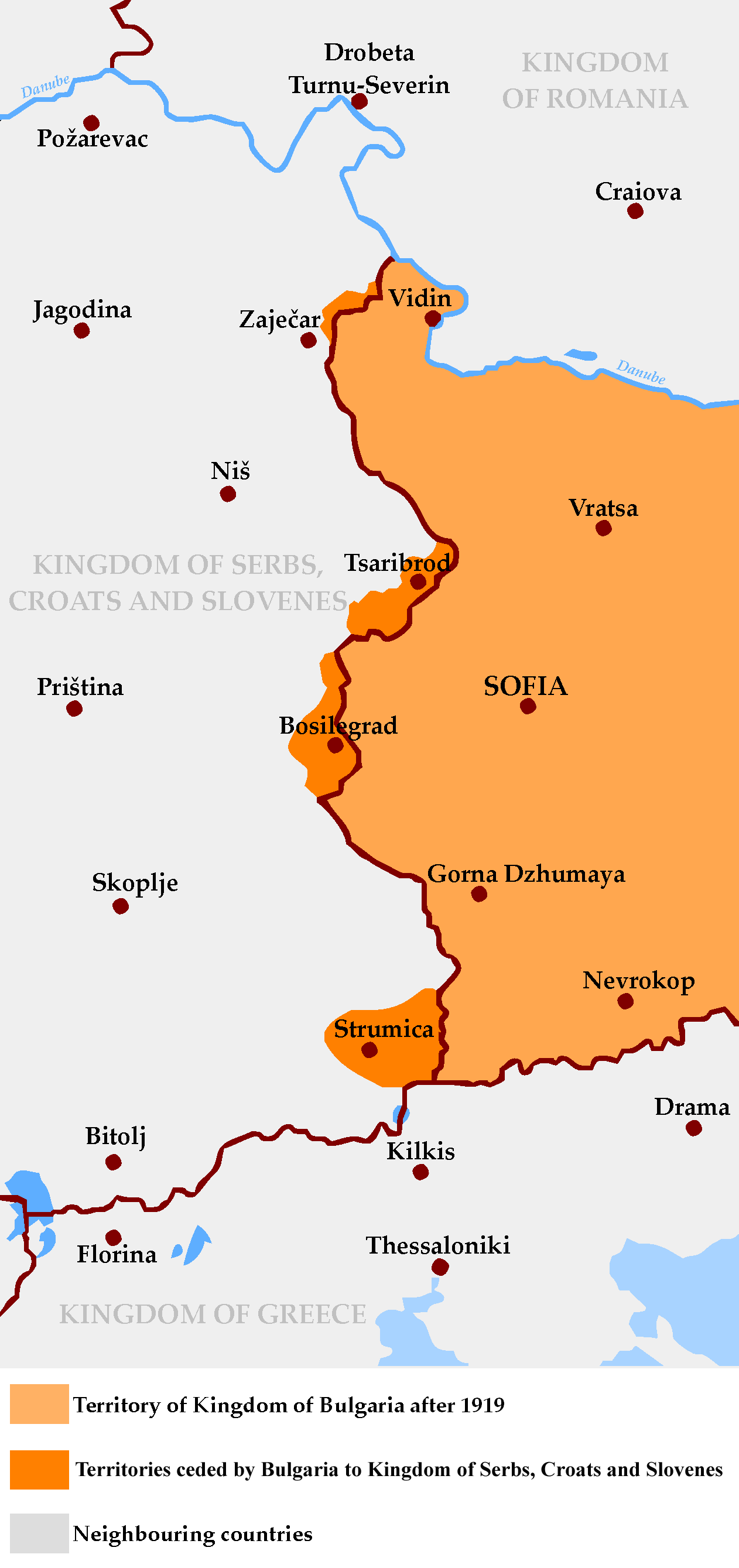
1920年納伊條約簽訂後的西部失地

西部失地 （转写：Zapadni (Balgarski) pokraynini）是一个被保加利亚人用来描述一些割让给南斯拉夫，如今位于塞尔维亚东南部和马其顿东部的领土的词。第一次世界大战后保加利亚在1920年的纳伊条约中把这些领土割让给了南斯拉夫。根据南斯拉夫1991年人口普查，西部失地里最大的两个城市博西莱格勒和季米特洛夫格勒的居民主要是保加利亚人。
如今，塞尔维亚占有其中的1,545平方（597平方英里）。这些土地在1919年分别归属保加利亚的丘斯滕迪尔、察里布罗德、特伦、库拉和维丁州。

## 西部失地革命组织
西部失地革命组织是一个在1921年—1941年活跃于西部失地的保加利亚人组织。
在西部失地被割让后，该组织于1921年成立。组织成立之初主要在宣传保加利亚文学方面活动，而后1922年开始了武装抵抗运动，革命组织开展了众多袭击活动，目标包括季米特洛夫格勒到贝尔格莱德的铁路、桥梁、塞尔维亚要塞和兵营，直到1941年该地区被保加利亚军队占领。不同于在两次世界大战之间的时期其他三个保加利亚人革命组织：马其顿革命组织、色雷斯革命组织与多布罗加革命组织，西部失地革命组织不是要求地区自治而是为“西部失地解放和回归保加利亚”而努力。

## 争议

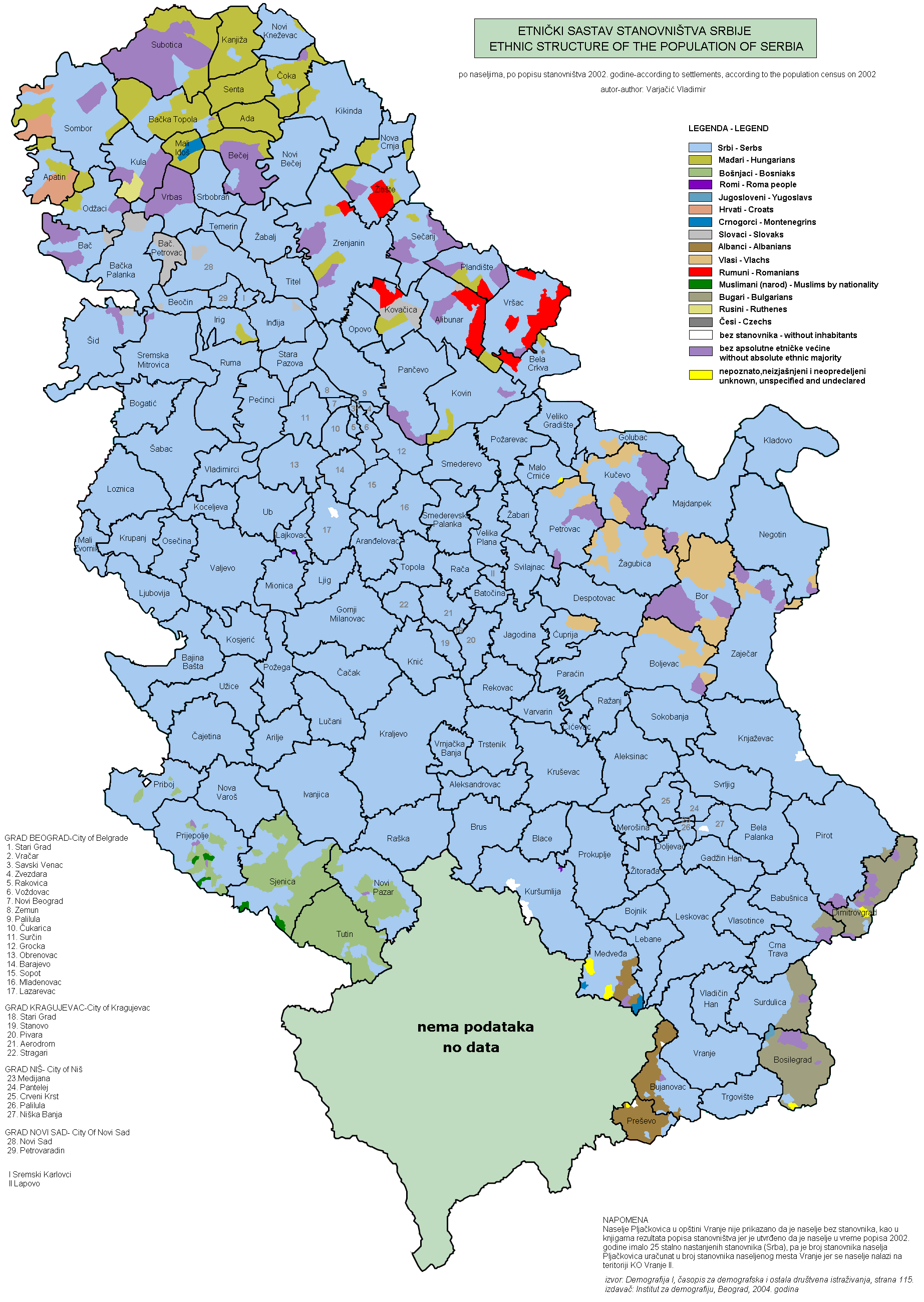
2002年塞尔维亚各地主体民族图，东南部保加利亚人为主的就是西部失地

塞尔维亚方面认为长期有争议的，原属周边国家的部分领土如“西部失地”可能导致领土纠纷，德国对法国的阿尔萨斯提出领土要求就是例子。
因此，两国从1948就没有再在公文中使用这个字眼，“西部失地”只在1947年铁托和季米特洛夫的布莱德协议中被提起过一次。当时斯大林推动巴尔干半岛成立包括南斯拉夫、阿尔巴尼亚和保加利亚的巴尔干联邦共和国，但是随着苏南关系恶化，成立巴尔干联邦的计划流产了。
“西部失地”尽管没有在国际上引起关注，但是在保加利亚国内还是非常频繁提起的一个话题。